# 费恩瓦尔德
费恩瓦尔德（德語：Fernwald）是德国黑森州的一个市镇。总面积21.57平方公里，总人口6615人，其中男性3250人，女性3365人（2011年12月31日），人口密度307人/平方公里。